# Championnat d'Espagne de football de cinquième division
Le Championnat d'Espagne de football de cinquième division est l'équivalent de la « D5 » espagnole. C'est un championnat réunissant des clubs semi-professionnels et amateurs.

## Format

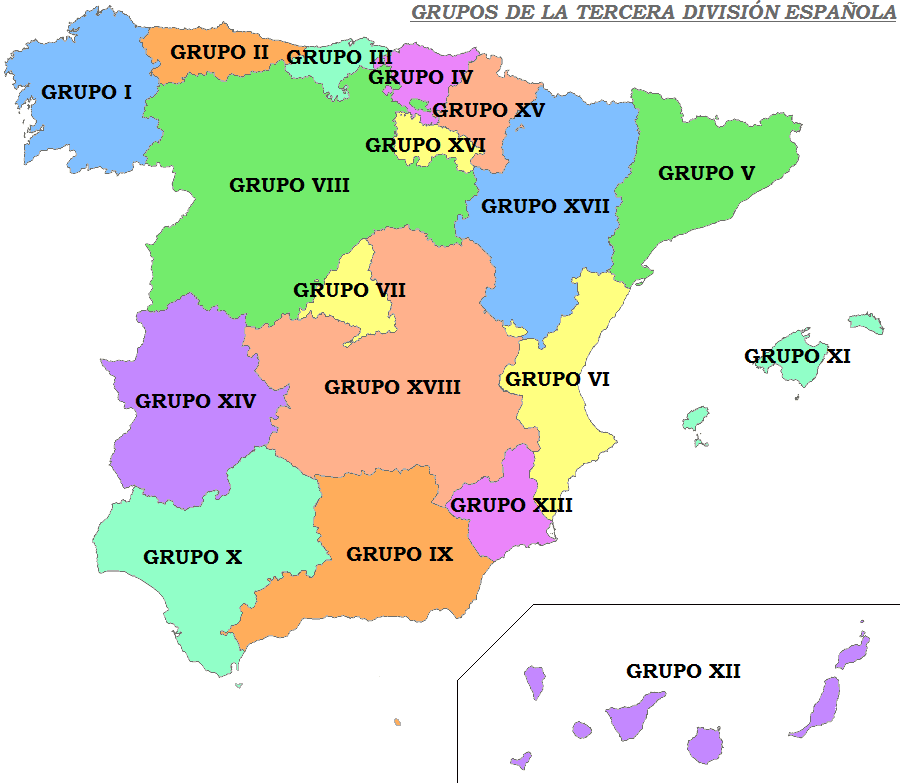
Groupes de la Tercera Federación

Le championnat se compose de 18 groupes de 16 à 21 équipes lors de la saison 2021-2022, de 16 équipes lors de la saison 2022-2023 et de 18 équipes à partir de la saison 2023-2024 où chaque groupe est gérée par une fédération régionale. Le premier de chaque groupe est promu en Segunda Federación. Les quatre clubs suivant, disputent des barrages territoriaux pour déterminer les 18 équipes qui participeront aux barrages inter-territoriaux. Les 9 vainqueurs de ces barrages sont promus en Segunda Federación.
En bas du classement, les trois derniers sont relégués en Ligues régionales. Cependant, le nombre de relégués peut varier en fonction des relégués de Segunda Federación.
| Groupe | Communautés autonomes          | Relégation |
| ------ | ------------------------------ | --- |
| 1      | Galice                         | Preferente Galicia                                                                                             |
| 2      | Asturies                       | Regional Preferente de Asturias                                                                                |
| 3      | Cantabrie                      | Regional Preferente de Cantabria                                                                               |
| 4      | Pays basque                    | Regional Preferente de Álava División de Honor Regional de Guipúzcoa División de Honor de Vicaya               |
| 5      | Catalogne et Andorre           | Lliga Elit |
| 6      | Communauté valencienne         | Regional Preferente de la Comunidad Valenciana                                                                 |
| 7      | Communauté de Madrid           | Preferente de Madrid                                                                                           |
| 8      | Castille-et-León               | Primera División Regional Aficionados de Castilla y León                                                       |
| 9      | Andalousie Oriental et Melilla | División de Honor Andaluza Preferente de Melilla                                                               |
| 10     | Andalousie Occidental et Ceuta | División de Honor Andaluza Preferente de Ceuta                                                                 |
| 11     | Îles Baléares                  | Regional Preferente de Ibiza-Formentera Primera Regional Preferente de Mallorca Regional Preferente de Menorca |
| 12     | Îles Canaries                  | Interinsular Preferente de Las Palmas Interinsular Preferente de Tenerife                                      |
| 13     | Région de Murcie               | Preferente Autonómica de la Región de Murcia                                                                   |
| 14     | Estrémadure                    | Primera División Extremeña                                                                                     |
| 15     | Navarre                        | Primera Autonómica de Navarra                                                                                  |
| 16     | La Rioja                       | Regional Preferente de La Rioja                                                                                |
| 17     | Aragon                         | Regional Preferente de Aragón                                                                                  |
| 18     | Castille-La Manche             | Primera Autonómica Preferente de Castilla-La Mancha                                                            |

## Palmarès par groupes
| Saison    | Vainqueur de groupe | Vainqueur de groupe       | Autre(s) équipe(s) promue(s)  |
| --------- | ------------------- | ------------------------- | ----------------------------- |
| 2021-2022 | Groupe 1            | Polvorín FC               | Ourense CF                    |
| 2021-2022 | Groupe 2            | Real Oviedo Vetusta       | —                             |
| 2021-2022 | Groupe 3            | Gimnástica de Torrelavega | —                             |
| 2021-2022 | Groupe 4            | Deportivo Alavés B        | SD Beasain                    |
| 2021-2022 | Groupe 5            | CE Manresa                | UE Olot                       |
| 2021-2022 | Groupe 6            | Valence Mestalla          | Atlético Saguntino            |
| 2021-2022 | Groupe 7            | Atlético de Madrid B      | AD Alcorcón B                 |
| 2021-2022 | Groupe 8            | CD Guijuelo               | —                             |
| 2021-2022 | Groupe 9            | Juventud de Torremolinos  | —                             |
| 2021-2022 | Groupe 10           | Recreativo de Huelva      | CD Utrera                     |
| 2021-2022 | Groupe 11           | RCD Majorque B            | —                             |
| 2021-2022 | Groupe 12           | CD Atlético Paso          | —                             |
| 2021-2022 | Groupe 13           | Yeclano Deportivo         | FC Cartagena B                |
| 2021-2022 | Groupe 14           | CD Diocesano              | —                             |
| 2021-2022 | Groupe 15           | CA Cirbonero              | —                             |
| 2021-2022 | Groupe 16           | CD Arnedo                 | CD Alfaro                     |
| 2021-2022 | Groupe 17           | Deportivo Aragón          | Utebo FC                      |
| 2021-2022 | Groupe 18           | CD Guadalajara            | —                             |
| 2022-2023 | Groupe 1            | Deportivo Fabril          | Racing Villalbés              |
| 2022-2023 | Groupe 2            | CD Covadonga              | —                             |
| 2022-2023 | Groupe 3            | CD Cayón                  | —                             |
| 2022-2023 | Groupe 4            | Barakaldo CF              | —                             |
| 2022-2023 | Groupe 5            | CE Europa                 | UE Sant Andreu                |
| 2022-2023 | Groupe 6            | Orihuela CF               | Torrent CF                    |
| 2022-2023 | Groupe 7            | CDE Ursaria               | Getafe CF B                   |
| 2022-2023 | Groupe 8            | Arandina CF               | —                             |
| 2022-2023 | Groupe 9            | Marbella FC               | El Palo FC                    |
| 2022-2023 | Groupe 10           | CA Antoniano              | —                             |
| 2022-2023 | Groupe 11           | CE Andratx                | SE Penya Independent          |
| 2022-2023 | Groupe 12           | CD Mensajero              | UD San Fernando               |
| 2022-2023 | Groupe 13           | Águilas FC                | FC La Unión Atlético          |
| 2022-2023 | Groupe 14           | AD Llerenense             | —                             |
| 2022-2023 | Groupe 15           | CD Valle de Egüés         | —                             |
| 2022-2023 | Groupe 16           | Náxara CD                 | —                             |
| 2022-2023 | Groupe 17           | CD Robres                 | UD Barbastro                  |
| 2022-2023 | Groupe 18           | CD Manchego Ciudad Real   | CD Illescas                   |
| 2023-2024 | Groupe 1            | Bergantiños FC            | —                             |
| 2023-2024 | Groupe 2            | UD Llanera                | —                             |
| 2023-2024 | Groupe 3            | UM Escobedo               | CD Laredo                     |
| 2023-2024 | Groupe 4            | CD Vitoria                | —                             |
| 2023-2024 | Groupe 5            | UE Olot                   | —                             |
| 2023-2024 | Groupe 6            | Elche Ilicitano           | —                             |
| 2023-2024 | Groupe 7            | Real Madrid C             | CD Móstoles URJC CDC Moscardó |
| 2023-2024 | Groupe 8            | Real Ávila                | Salamanca CF UDS              |
| 2023-2024 | Groupe 9            | Juventud de Torremolinos  | UD Almería B                  |
| 2023-2024 | Groupe 10           | Xerez CD                  | Xerez Deportivo               |
| 2023-2024 | Groupe 11           | CD Ibiza Islas Pitiusas   | RCD Majorque B                |
| 2023-2024 | Groupe 12           | CD Tenerife B             | CD Unión Sur Yaiza            |
| 2023-2024 | Groupe 13           | Deportiva Minera          | —                             |
| 2023-2024 | Groupe 14           | CD Don Benito             | CD Coria                      |
| 2023-2024 | Groupe 15           | CD Subiza                 | —                             |
| 2023-2024 | Groupe 16           | UD Logroñés B             | CD Alfaro CD Anguiano         |
| 2023-2024 | Groupe 17           | SD Ejea                   | —                             |
| 2023-2024 | Groupe 18           | UB Conquense              | —                             |
| 2024-2025 | Groupe 1            | UD Ourense                | SD Sarriana                   |
| 2024-2025 | Groupe 2            | Real Oviedo Vetusta       | CD Lealtad                    |
| 2024-2025 | Groupe 3            | UD Sámano                 | —                             |
| 2024-2025 | Groupe 4            | CD Basconia               | SD Beasain                    |
| 2024-2025 | Groupe 5            | Reus FC Reddis            | CE Atlètic Lleida Girona FC B |
| 2024-2025 | Groupe 6            | CD Castellón B            | —                             |
| 2024-2025 | Groupe 7            | RSD Alcalá                | Rayo Vallecano B              |
| 2024-2025 | Groupe 8            | Atlético Astorga          | Burgos CF Promesas            |
| 2024-2025 | Groupe 9            | Atlético Malagueño        | Real Jaén                     |
| 2024-2025 | Groupe 10           | Salerm Puente Genil FC    | —                             |
| 2024-2025 | Groupe 11           | UD Poblense               | UE Porreres                   |
| 2024-2025 | Groupe 12           | Las Palmas Atlético       | —                             |
| 2024-2025 | Groupe 13           | CF Lorca Deportiva        | —                             |
| 2024-2025 | Groupe 14           | CD Extremadura            | —                             |
| 2024-2025 | Groupe 15           | UD Mutilvera              | —                             |
| 2024-2025 | Groupe 16           | Náxara CD                 | —                             |
| 2024-2025 | Groupe 17           | CD Ebro                   | —                             |
| 2024-2025 | Groupe 18           | CD Quintanar del Rey      | UD Socuéllamos                |

### Bilan par clubs
| Rang | Clubs                     | Titre(s) | Année(s) (Groupe)    |
| ---- | ------------------------- | -------- | -------------------- |
| 1    | Juventud de Torremolinos  | 2        | 2022 (9), 2024 (9)   |
| 1    | Real Oviedo Vetusta       | 2        | 2022 (2), 2025 (2)   |
| 1    | Náxara CD                 | 2        | 2023 (16), 2025 (16) |
| 4    | Polvorín FC               | 1        | 2022 (1)             |
| 4    | Gimnástica de Torrelavega | 1        | 2022 (3)             |
| 4    | Deportivo Alavés B        | 1        | 2022 (4)             |
| 4    | CE Manresa                | 1        | 2022 (5)             |
| 4    | Valence Mestalla          | 1        | 2022 (6)             |
| 4    | Atlético de Madrid B      | 1        | 2022 (7)             |
| 4    | CD Guijuelo               | 1        | 2022 (8)             |
| 4    | Recreativo de Huelva      | 1        | 2022 (10)            |
| 4    | RCD Majorque B            | 1        | 2022 (11)            |
| 4    | CD Atlético Paso          | 1        | 2022 (12)            |
| 4    | Yeclano Deportivo         | 1        | 2022 (13)            |
| 4    | CD Diocesano              | 1        | 2022 (14)            |
| 4    | CA Cirbonero              | 1        | 2022 (15)            |
| 4    | CD Arnedo                 | 1        | 2022 (16)            |
| 4    | Deportivo Aragón          | 1        | 2022 (17)            |
| 4    | CD Guadalajara            | 1        | 2022 (18)            |
| 4    | Deportivo Fabril          | 1        | 2023 (1)             |
| 4    | CD Covadonga              | 1        | 2023 (2)             |
| 4    | CD Cayón                  | 1        | 2023 (3)             |
| 4    | Barakaldo CF              | 1        | 2023 (4)             |
| 4    | CE Europa                 | 1        | 2023 (5)             |
| 4    | Orihuela CF               | 1        | 2023 (6)             |
| 4    | CDE Ursaria               | 1        | 2023 (7)             |
| 4    | Arandina CF               | 1        | 2023 (8)             |
| 4    | Marbella FC               | 1        | 2023 (9)             |
| 4    | CA Antoniano              | 1        | 2023 (10)            |
| 4    | CE Andratx                | 1        | 2023 (11)            |
| 4    | CD Mensajero              | 1        | 2023 (12)            |
| 4    | Águilas FC                | 1        | 2023 (13)            |
| 4    | AD Llerenense             | 1        | 2023 (14)            |
| 4    | CD Valle de Egüés         | 1        | 2023 (15)            |
| 4    | CD Robres                 | 1        | 2023 (17)            |
| 4    | CD Manchego Ciudad Real   | 1        | 2023 (18)            |
| 4    | Bergantiños FC            | 1        | 2024 (1)             |
| 4    | UD Llanera                | 1        | 2024 (2)             |
| 4    | UM Escobedo               | 1        | 2024 (3)             |
| 4    | CD Vitoria                | 1        | 2024 (4)             |
| 4    | UE Olot                   | 1        | 2024 (5)             |
| 4    | Elche Ilicitano           | 1        | 2024 (6)             |
| 4    | Real Madrid C             | 1        | 2024 (7)             |
| 4    | Real Ávila                | 1        | 2024 (8)             |
| 4    | Xerez CD                  | 1        | 2024 (10)            |
| 4    | CD Ibiza Islas Pitiusas   | 1        | 2024 (11)            |
| 4    | CD Tenerife B             | 1        | 2024 (12)            |
| 4    | Deportiva Minera          | 1        | 2024 (13)            |
| 4    | CD Don Benito             | 1        | 2024 (14)            |
| 4    | CD Subiza                 | 1        | 2024 (15)            |
| 4    | UD Logroñés B             | 1        | 2024 (16)            |
| 4    | SD Ejea                   | 1        | 2024 (17)            |
| 4    | UB Conquense              | 1        | 2024 (18)            |
| 4    | UD Ourense                | 1        | 2025 (1)             |
| 4    | UD Sámano                 | 1        | 2025 (3)             |
| 4    | CD Basconia               | 1        | 2025 (4)             |
| 4    | Reus FC Reddis            | 1        | 2025 (5)             |
| 4    | CD Castellón B            | 1        | 2025 (6)             |
| 4    | RSD Alcalá                | 1        | 2025 (7)             |
| 4    | Atlético Astorga          | 1        | 2025 (8)             |
| 4    | Atlético Malagueño        | 1        | 2025 (9)             |
| 4    | Salerm Puente Genil FC    | 1        | 2025 (10)            |
| 4    | UD Poblense               | 1        | 2025 (11)            |
| 4    | Las Palmas Atlético       | 1        | 2025 (12)            |
| 4    | CF Lorca Deportiva        | 1        | 2025 (13)            |
| 4    | CD Extremadura            | 1        | 2025 (14)            |
| 4    | UD Mutilvera              | 1        | 2025 (15)            |
| 4    | CD Ebro                   | 1        | 2025 (17)            |
| 4    | CD Quintanar del Rey      | 1        | 2025 (18)            |